# АЕЦ „Графенрайнфелд“
АЕЦ „Графенрайнфелд“ (на немски: Kernkraftwerk Grafenrheinfeld) е действаща атомна електроцентрала, разположена на река Майн на територията на община Графенрайнфелд на 7,5 км южно от град Швайнфурт в провинция Бавария, Германия. Разполага с един енергоблок с водно-воден реактор от трето поколение. Въведена е в експлоатация на 9 декември 1981 г. Двата комина на централата са с височина 143 м и се виждат отдалеч.
На територията на АЕЦ „Графенрайнфелд“ има посетителски център.
На територията на комплекса е изградено временно хранилище за отработено ядрено гориво. Тъй като не е изграден жп клон до централата, отработеното ядрено гориво се извозва с камиони до гарата в центъра на близкото село Гохсхайм. Това предизвиква редовни протести сред местното население. Срокът за извеждане от експлоатация е 2014 г.